# ۴۱۱ (قمری)
۴۱۱ (قمری)، چهارصد و یازدهمین سال در گاهشماری هجری قمری است. اول محرم این سال برابر با سوم مه سال ۱۰۲۰ میلادی است.

## وابسته
- شیخ طوسی
- خلفای فاطمی